# Фріц Андерс
Фріц Гергард Андерс (нім. Fritz Gerhard Anders; 23 серпня 1889, Котбус — 8 листопада 1919) — німецький льотчик-ас, лейтенант Прусської армії.

## Біографія
12 листопада 1912 року отримав сертифікат льотчика №592. Учасник Першої світової війни. Спочатку служив у складі 8-ї охоронної ескадрильї. У березні 1917 року перевівся в винищувальну авіацію і був зарахований в 35-ту винищувальну ескадрилью. 14 квітня 1917 року був поранений, проте 24 квітня повернувся на службу. 2 червня 1917 року перейшов у 4-ту винищувальну ескадрилью, де здобув одну перемогу. 20 лютого 1918 року став командиром 73-ї винищувальної ескадрильї, причому ця ескадрилья, на відміну від інших, практикувала і нічні перехоплення. Сам Андерс брав участь у безлічі нічних перехоплень, і п'ять із його семи перемог були здобуті саме вночі. 13 жовтня 1918 року переведений в училище 2-ї винищувальної ескадрильї і в бойових діях більше не брав участі. Похований на гарнізонному цвинтарі в Берліні.

## Нагороди
- Залізний хрест 2-го і 1-го класу